# Капкан Юрій Євгенович
Ю́рій Євге́нович (Євдокимович) Капка́н (Капка́н-Капка́нов) (6 квітня 1883 — після 1919) — командир 1-го українського полку імені Богдана Хмельницького, інспектор піхоти Дієвої армії УНР.

## Життєпис

### Служба в російській армії
Походив з селян Подільської губернії. Закінчив 2-класне Гайсинське міське училище, Чугуївське піхотне юнкерське училище (24 березня 1906), вийшов підпоручиком до 311-го піхотного Челябінського полку. Згодом був переведений до 231-го піхотного Котельничеського резервого батальйону (Вятка), який 19 липня 1910 р. був влитий до 193-го піхотного Свіяжського полку (Вятка). 30 липня 1911 р. закінчив Головну гімназично-фехтувальну школу. З 25 листопада 1913 р. — штабс-капітан. З 1 грудня 1913 р — начальник кулеметної команди полку, на чолі якої вирушив на Першу світову війну. Протягом війни одержав шість поранень (перше з них — через кілька днів після прибуття на фронт), однак всі вони викликали певні підозри, оскільки зачіпали лише м'які тканини і були цілком безпечні для життя. 29 серпня 1915 р дістав контузію і був відправлений на лікування до Вятки. 30 жовтня 1915 р. був відрахований зі всіх муштрових посад у полку й отримав від офіцерського зібрання рішення, яке забороняло йому повертатися до полку. Подальша служба Ю. Капкана у війську достеменно невідома, оскільки існує два його послужних списки. Згідно з першим (п/с 1-616) він дезертував з армії і з'явився лише після Лютневої революції: 14 квітня 1917 р. він був зарахований до списків 471-го піхотного Козельковського полку. Згідно з другим списком (п/с 128—238, складеним при призначенні Ю. Капкана командиром 1-го Українського полку) він перебував на службі у тилу: з 10 березня 1916 р. — молодший офіцер Кулеметного запасного полку, з 16 квітня 1916 р. — капітан, з 8 січня 1917 р. — підполковник, з 31 січня 1917 р. — командир 4-го батальйону 4-го кулеметного запасного полку (Саратов).

### Служба в українській армії
У квітні 1917 р. очолював українську громаду Саратовської залоги, від якої був делегатом на І Всеукраїнському військовому з'їзді. 18 травня 1917 р. був обраний до складу його президії, ще за два дні став членом Українського Генерального Військового Комітету. З 20 травня 1917 р. — командир 1-го Українського козачого полку ім. Б. Хмельницького. Однак, коли полк вирушив на фронт, несподівано відбув у відпустку.
На III Всеукраїнському військовому з'їзді був обраний командиром полку Захисту Революції, сформованого з учасників з'їзду, однак знову зник. За версією самого Ю. Капкана поїхав на фронт, щоб привести в Київ Богданівський полк, однак достеменно відомо, що полк ім. Б. Хмельницького повернувся в Київ з ініціативи та під командою старшин полку.
У листопаді 1917 р. — начальник 1-ї Сердюцької дивізії. З 20 грудня 1917 р. — на посадах «командувача всіма Українськими військами для оборони України від наступу Армії Ради Народних Комісарів». З 12 лютого 1918 р. був звільнений у відпустку на чотири місяці.
У березні 1918 р. видав під своїм прізвищем «Статут стройової служби», який в українській армії отримав назву Капканівського статуту. В дійсності не мав до упорядкування Статуту жодного відношення — він був розроблений комісією старшин 1-го Українського козацького полку ім. Б. Хмельницького без участі Капкана.
З серпня 1918 р. — командир 1-го Залізничного полку Армії Української Держави. З грудня 1918 р. — інспектор Залізнично-Технічних військ Дієвої армії УНР.
З червня 1919 р. — інспектор піхоти Дієвої армії УНР.
Станом на 21 листопада 1919 р. — начальник резерву старшин Дієвої армії УНР у м. Кузьмин (Поділля).
За інформацією одного із засновника Богданівського полку  Лазуренка Степана Савича :  
| Юрій Капкан був заарештований більшовиками в Одесі весною 1920 року і був привезений до Харкова. Коли його, арештованого вели вулицею, підбіг до нього Волох Омелян - зрадник і застрілив".[1] |